# Didí
Valdir Pereira, mer känd som Didí, född 8 oktober 1928 i Campos dos Goytacazes, död 12 maj 2001 i Rio de Janeiro, var en brasiliansk fotbollsspelare (mittfältare). Han blev dubbel världsmästare, 1958 och 1962.
Didí anses vara en av Brasiliens främsta fotbollsspelare någonsin och många hävdar att det var tack vare hans fenomenala passningsspel som Pelé och Garrincha slog igenom internationellt under VM i Sverige 1958. På klubbnivå tillbringade han större delen av karriären i Fluminense och Botafogo där han var klubbkamrat med bland andra den legendariske Garrincha och försvarsgiganten Nílton Santos.
Didí spelade alltid centralt på mittfältet. Han hade en enastående spelförståelse, lysande teknik, ett fruktat skott och var en utmärkt frisparksskytt. Han var också en ledarfigur av stora mått. I de segrande VM-lagen 1958 och 62 styrde Didí spelet mästerligt från sin centrala mittfältsposition i lagets 4-2-4-uppställning. Nästan alla anfall gick via Didí som efter VM-segern 1958 utsågs till turneringens bäste spelare. Efter VM-segern köpte Real Madrid honom men den väntade succén uteblev. Didí hade svårt att komma överens med superstjärnan Alfredo Di Stéfano. Det sägs att Didí blev mer eller mindre utmobbad av Di Stéfano och Ferenc Puskás, och han flyttade tillbaka till Botafogo redan efter en säsong i den spanska superklubben. Sejuren i Real Madrid var det enda "misslyckandet" för Didí under en annars magnifik karriär. Totalt spelade han 68 landskamper och gjorde 20 mål.
Efter karriären blev han tränare vilket tog honom till klubbar ända från hemlandet Brasilien till Saudiarabien. Han var också förbundskapten för Peru som på 1970-talet under Didís ledning hade ett mycket bra landslag. På klubblagsnivå spelade Didí för Fluminense (1949–1956), Botafogo (1956–1959, 1960–1962) och Real Madrid (1959–1960). Fotbollsexperterna är eniga om att Valdir Perreira alias Didí är självskriven som en av fotbollshistoriens riktigt stora spelare.